# Скунсовые
Ску́нсовые (лат. Mephitidae) — семейство млекопитающих из отряда хищных. До недавнего времени скунсов относили к семейству куньих, однако молекулярные исследования дали основания выделить их в отдельное семейство, которое, возможно, ближе к енотовым.

## Общее описание
Скунсов легко узнать по характерной окраске, состоящей из белых полос или пятен на чёрном фоне. Так, для полосатых скунсов характерны широкие белые полосы на спине, идущие от головы к кончику хвоста. Яркие узоры служат предупреждением возможным хищникам. Отличительная черта скунсовых — пахучие анальные железы, которые выделяют едкое вещество со стойким неприятным запахом. Скунсовые способны выбрызгивать струю секрета на расстояние 1—6 м. У всех скунсовых крепкое телосложение, пушистый хвост и короткие конечности с мощными когтями, приспособленными для рытья. Самые маленькие в семействе — пятнистые скунсы (Spilogale), их масса — от 200 г до 1 кг. Свинорылые скунсы (Conepatus) — самые крупные, их масса достигает 4,5 кг. Самый тяжелый представитель этого вида весил 7,4 кг.

## Распространение
Обитают почти исключительно в Новом Свете. Полосатые скунсы распространены от южной Канады до Коста-Рики, свинорылые скунсы — от южных районов США до Аргентины, пятнистые скунсы — от юга Британской Колумбии и Пенсильвании до Коста-Рики.
Причисленные к скунсовым в 1997 году вонючие барсуки — единственные два вида этого семейства, обитающие за пределами Америк. Они встречаются на островах Индонезии.

## Образ жизни
Скунсовые населяют разнообразные ландшафты, включая лесистые районы, травянистые равнины, агроценозы и гористые местности. Избегают густых лесов и болотистых местностей. Ведут ночной образ жизни. Как правило, выкапывают собственные норы, либо занимают норы других животных. Некоторые скунсовые (Spilogale) прекрасно лазают по деревьям.
Скунсовые относятся ко всеядным хищным. Обычно поедают растительные корма, червей, насекомых и других беспозвоночных, а также мелких позвоночных — змей, птиц и их яйца, грызунов. В северных частях ареала скунсовые по осени начинают накапливать запасы жира. Зимой в спячку не впадают, однако в холодные дни становятся неактивны и не покидают своих убежищ, выходя на кормёжку только при потеплении. Зимуют скунсы в постоянных норах группами, состоящими из одного самца и нескольких (до 12) самок; в остальное время года они преимущественно одиночны, хотя не территориальны и не метят границ своих участков. Кормовые участки обычно занимают 2—4 км² у самок и до 20 км² у самцов.
Скунсовые обладают хорошим обонянием и слухом, но плохим зрением. Они не различают предметы, находящиеся на расстоянии более 3 м.

### Размножение
Большую часть года скунсы неагрессивны и лишь в период размножения самцы могут драться за самок. Период размножения начинается ранней весной и продолжается 2—3 месяца. У Mephitis и Conepatus беременность длится 2—3 месяца; у пятнистого скунса и северных популяций Spilogale putorius беременность имеет фазу задержанной имплантации и длится до 250 и более дней. В помёте 2—10 детёнышей, которые рождаются слепыми и голыми, однако с развитыми пахучими железами. В течение 1-й недели жизни детёныши совершенно беспомощны и зависят от матери. Самцы в заботе о потомстве участия не принимают. Самостоятельными молодые скунсы становятся к 2 месяцам (то есть к августу); половой зрелости достигают к концу 1-го года жизни.
Смертность среди молодняка скунсовых очень высока — 50—70 %, как результат заболеваемости и нападений хищников. В природе они могут доживать до 7 лет (хотя 90 % редко проживают более 3—4 лет); в неволе — до 10 лет.

## Роль в экосистеме
Будучи всеядными, скунсовые поедают большое число растений и животных, особенно грызунов и насекомых. В свою очередь они не являются важным элементом рациона других видов из-за отвратительного запаха. На молодых скунсов обычно нападают койоты, лисицы, пумы, канадские рыси, барсуки и, особенно часто, хищные птицы, которые не обладают таким острым обонянием, как млекопитающие. Скунсы также являются хозяевами и переносчиками некоторых паразитов и заболеваний, например, гистоплазмоза. Также среди них распространено и бешенство. В целом, скунсы в природе довольно многочисленны и не относятся к охраняемым видам. 

## Значение для человека
Основными врагами скунсов являются люди, уничтожающие этих животных из-за их запаха, а также как переносчиков бешенства и за нападения на домашнюю птицу. Множество скунсов случайно погибает под колёсами автотранспорта или от отравления ядовитыми приманками. Важно, что скунсы приносят определённую пользу, уничтожая вредных насекомых и грызунов. Скунсовые, особенно пятнистые, являются второстепенными пушными животными; их шкуры изредка добываются, однако не имеют большого спроса. В США полосатых скунсов довольно часто держат как домашних животных; при этом им удаляют пахучие железы. По сообщениям европейских переселенцев, традиция держать одомашненных скунсов восходит ещё ко временам индейцев.

## Систематика
Семейство включает 4 рода и 12 видов:
- Семейство Скунсовые (Mephitidae)
  - Conepatus — Свиноносые скунсы
    - Conepatus chinga — Южноамериканский скунс
    - Conepatus humboldtii — Скунс Гумбольдта
    - Conepatus leuconotus — Восточномексиканский скунс, или белоносый скунс
    - Conepatus semistriatus — Полуполосый скунс[5]

  - Mephitis — Полосатые скунсы
    - Mephitis macroura — Мексиканский скунс
    - Mephitis mephitis — Полосатый скунс

  - Mydaus — Вонючие барсуки, ранее относимые к семейству куньих, в 1997 году были причислены к скунсовым
    - Mydaus javanensis — Зондский вонючий барсук
    - Mydaus marchei — Палаванский вонючий барсук

  - Spilogale — Пятнистые скунсы
    - Spilogale angustifrons — Пятнистый южный скунс
    - Spilogale gracilis — Малый скунс[5]
    - Spilogale putorius — Пятнистый скунс
    - Spilogale pygmaea — Карликовый скунс